# The Dub Room Special
The Dub Room Special je americký hudební film z roku 1982. Jsou na něm zachyceny dva koncerty Franka Zappy. První koncert se konal 27. srpna 1974 v KCET Studios v Los Angeles a druhý 31. října 1981 v The Palladium, New York City.

## Seznam skladeb
1. „Kim?“ / „The Dog Breath Variations“ / „Uncle Meat“
2. „Room Service“
3. „Nig Biz“
4. „Approximate“
5. „Cosmik Debris“
6. „Cocaine Decisions“
7. „The Massimo Bassoli Instant Italian Lesson“ / „Montana“
8. „In Case You Didn't Know“ / „Tengo Na Minchia Tanta“
9. „Florentine Pogen“
10. „Stevie's Spanking“
11. „Stink-Foot“
12. „Flakes“
13. „Inca Roads“
14. „Easy Meat“
15. „Huh-Huh-Huh“

## Hudebníci

### 1974
- Frank Zappa - kytara, zpěv, perkuse
- George Duke - klávesy, zpěv
- Ruth Underwood - perkuse
- Tom Fowler - baskytara
- Napoleon Murphy Brock - flétna, saxofon, zpěv
- Chester Thompson - bicí

### 1981
- Frank Zappa - kytara, zpěv
- Ray White - kytara, zpěv
- Steve Vai - kytara, zpěv
- Tommy Mars - klávesy, zpěv
- Bobby Martin - klávesy, saxofon, zpěv
- Ed Mann - perkuse, zpěv
- Scott Thunes - baskytara, zpěv
- Chad Wackerman - bicí